# كأس إسكتلندا 2009–10
كأس اسكتلندا 2009–10 (بالإنجليزية: 2009–10 Scottish Cup)‏ هو الموسم 125 من  كأس اسكتلندا. أقيم خلال الفترة 26 سبتمبر 2009 وحتى 15 مايو 2010، وأشرف على تنظيمه اتحاد اسكتلندا لكرة القدم، وكان عدد الأندية المشاركة فيه  81، وفاز فيه دندي يونايتد.